# Рочево
Рочево (коми Рочев) — деревня в Усть-Цилемском районе Республики Коми России. Входит в состав муниципального образования сельского поселения «Трусово».

## История
В «Списке населенных мест Российской империи», изданном в 1861 году, населённый пункт упомянут как деревня Рочевская Мезенского уезда (2-го стана), при устье реки Бредихи, расположенная в 667 верстах от уездного города Мезень. В деревне насчитывалось 8 дворов и проживало 34 человека (17 мужчин и 17 женщин).

По состоянию на 1920 год, в деревне Рочево имелось 26 дворов (25 русских и 1 самодийский) и проживало 122 человека (57 мужчин и 65 женщин). В административном отношении деревня входила в состав Кривомежного общества Устьцилемской волости Печорского уезда.

## География
Деревня находится в северо-западной части Республики Коми, на левом берегу реки Цильма, вблизи места впадения в неё реки Бродюга, на расстоянии примерно 27 километров (по прямой) к западу от села Усть-Цильма, административного центра района. Абсолютная высота — 31 метр над уровнем моря.

### Часовой пояс
Деревня Рочево, как и вся Республика Коми, находится в часовой зоне МСК (московское время). Смещение применяемого времени относительно UTC составляет +3:00.

## Население
| 2010 |
| ---- |
| 261  |

Гендерный состав
По данным Всероссийской переписи населения 2010 года в гендерной структуре населения мужчины составляли 51,3 %, женщины — соответственно 48,7 %.
Национальный состав
Согласно результатам переписи 2002 года, в национальной структуре населения русские составляли 97 %.

## Инфраструктура
В деревне функционируют начальная школа — детский сад, фельдшерско-акушерский пункт, сельский клуб, библиотека и три магазина.

## Улицы
Уличная сеть деревни состоит из четырёх улиц.